# Pelle

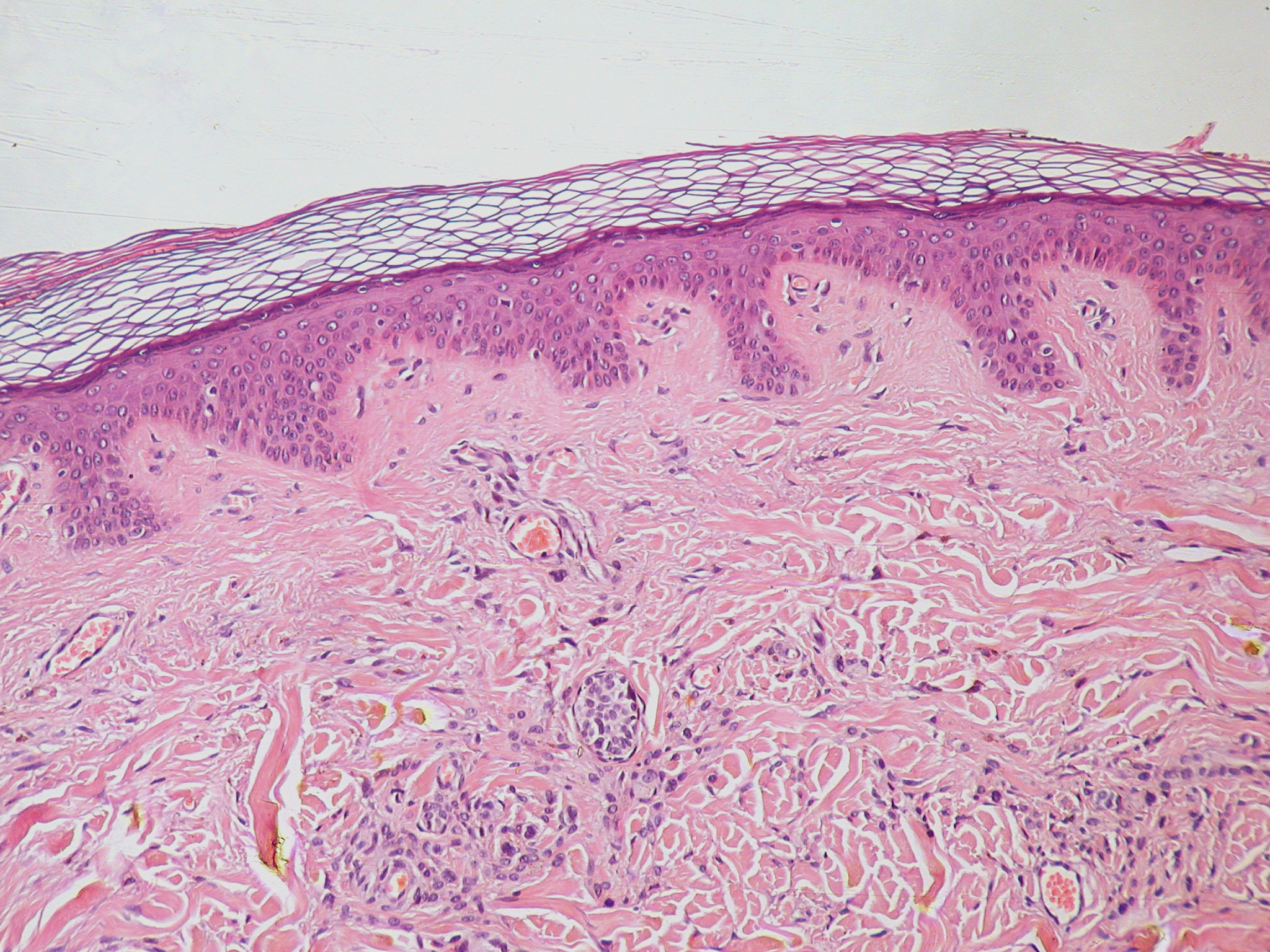
Epidermide e derma. Dall'alto in basso si possono osservare la cheratina, lo strato epidermico e il derma

La cute o pelle è il rivestimento più esterno del corpo di un vertebrato. Nei mammiferi e in particolare nell'essere umano, è l'organo più esteso dell'apparato tegumentario (la sua superficie è di circa 2 m²) e protegge i tessuti sottostanti (muscoli, ossa, organi interni). La pelle è costituita da una serie di tessuti di origine ectodermica e mesodermica, che può avere varia colorazione, struttura fisiologica e organica, andando incontro anche a processi d'invecchiamento più o meno visibili. In corrispondenza degli orifizi, la cute continua con le rispettive mucose formando uno strato senza interruzioni. Nell'essere umano, la pelle è più spessa nel maschio che nella femmina e lo spessore può variare da 0,5 a 2 mm fino ad arrivare a 4 mm nelle regioni della nuca, del palmo delle mani e nella pianta del piede. È dotata di una grande distensibilità e resistenza dal momento che una striscia di 3 mm per 100 mm può sopportare fino a 10 kg, allungandosi del 50% circa.

## Generalità

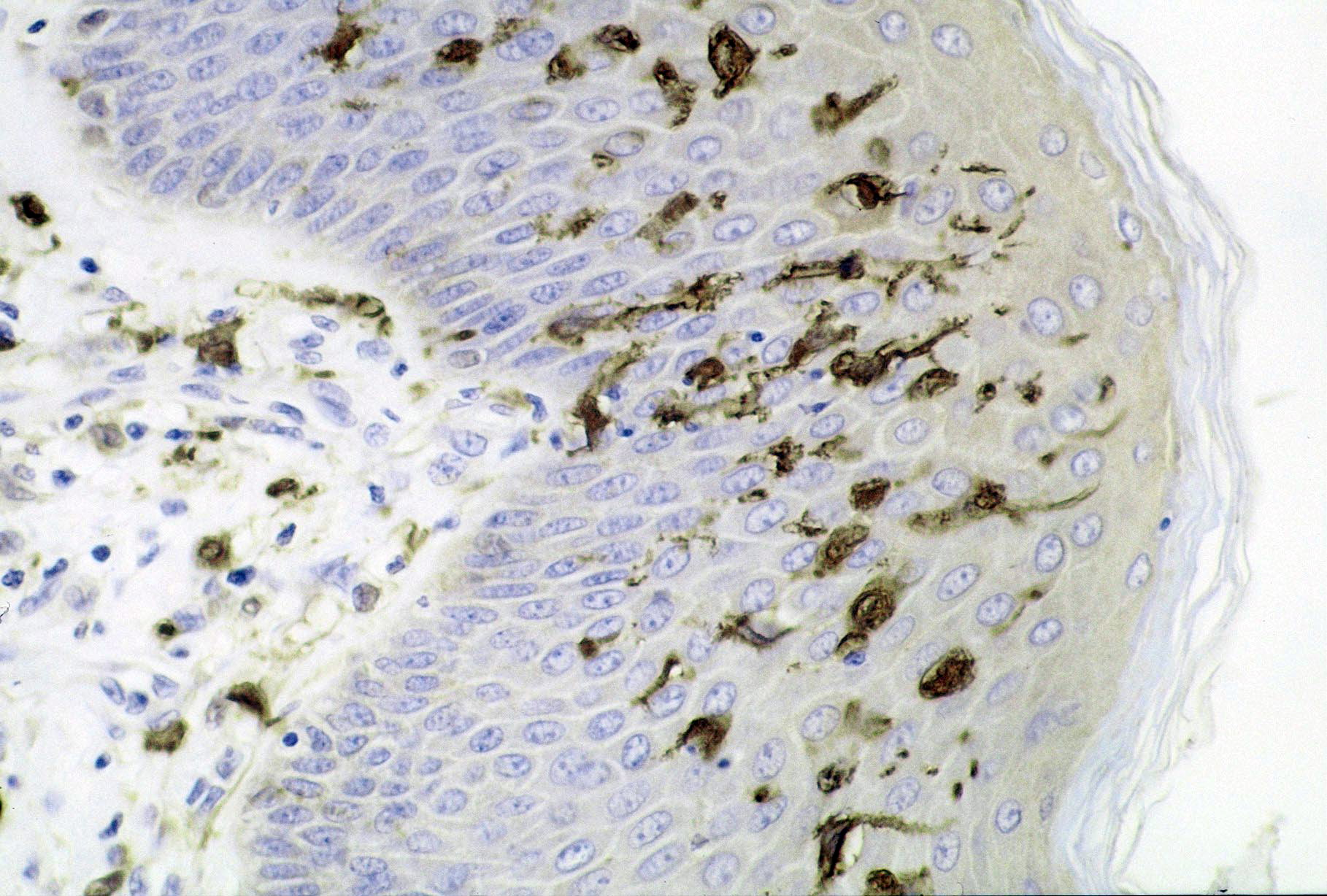
Cellule di Langerhans nella cute

La pelle presenta una struttura diversa nelle differenti classi di vertebrati 
(pesci, anfibi, rettili, uccelli e mammiferi). La cute di pesci e rettili è caratterizzata dalla presenza di scaglie protettive, mentre quella degli uccelli dalla presenza di penne e piume; la pelle degli anfibi invece non costituisce una barriera rigida al passaggio di sostanze chimiche, tant'è che è spesso soggetta a fenomeni osmotici. 
La cute dei mammiferi è resa peculiare dalla presenza di peli, persino nei mammiferi marini, che pure appaiono glabri. Una sufficiente densità pilifera dà luogo a pellicce, che hanno un'ulteriore proprietà di isolante termico ma possono fungere anche da carattere sessuale secondario o da carattere mimetico. La cute di alcuni animali presenta caratteristiche di spessore e rigidità tali da renderla utilizzabile per produrre cuoio.
Sulla superficie la pelle presenta numerosi peli e ghiandole distribuite con diversa densità e sviluppo; in particolare, alcune regioni (pelle glabra) sono caratterizzate dall'assenza di peli: tali sono le superfici laterali e palmari di mani e piedi, le labbra e le zone che circondano gli orifizi urogenitali. In tutti gli organismi, la cute è sede di numerosissime terminazioni nervose andando a costituire un vastissimo organo di senso.

## Disposizioni

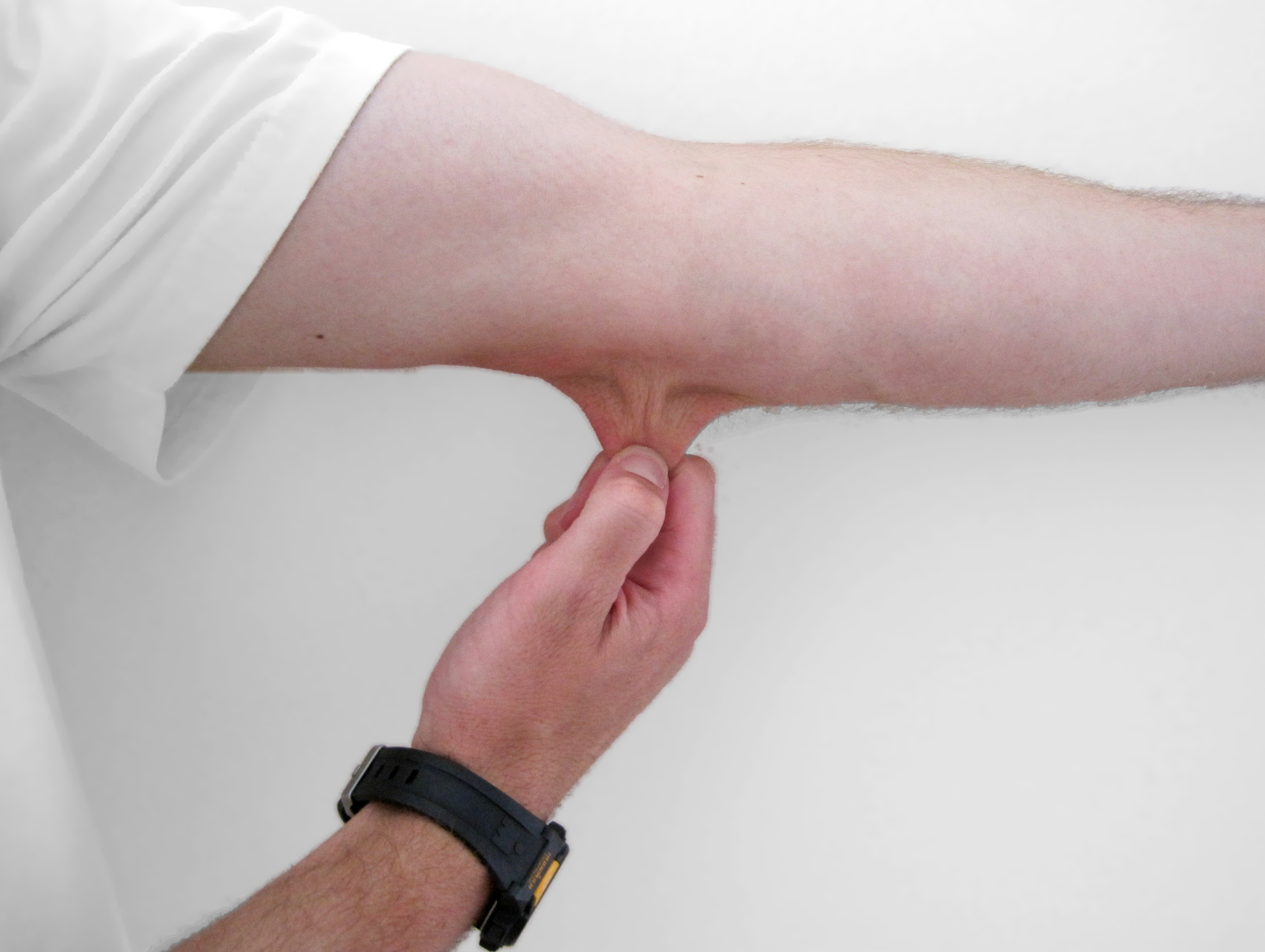
Una plica di pelle umana nella regione del gomito.

La cute rappresenta lo strato più esterno dell'apparato tegumentario appena sopra il tessuto sottocutaneo o ipoderma, una regione di connettivo fibrillare lasso ricco, a seconda del posto, di tessuto adiposo. A sua volta la pelle è formata da epidermide e derma. Il legame con l'ipoderma conferisce un'aderenza negli strati più profondi (come muscoli od ossa) molto variabile: in genere la mobilità è molto elevata per permettere i movimenti muscolari e la formazione di pliche se si escludono quelle regioni (che nell'uomo si identificano nella volta cranica, cresta iliaca, faccia anteriore della tibia, inguine, palmo delle mani e pianta dei piedi) dove la mobilità è quasi completamente assente a causa della forte aderenza.
Il passaggio tra cute e mucose (in corrispondenza degli orifizi) non è brusca ma graduale con la formazione di zone pseudomucose o semimucose. L'unico passaggio diretto avviene nella rima buccale dove l'epidermide, da 10-20 strati circa cala a 4-5, costituendo il cosiddetto orletto roseo delle labbra.

## Ruolo fisiologico
Come mediatore tra l'organismo e il mondo esterno, la pelle nei vertebrati svolge diverse funzioni: 
- Protezione: in quanto barriera anatomica contro potenziali patogeni ed eventuali agenti nocivi, costituisce la prima linea di difesa dell'organismo contro le aggressioni esterne. Contiene inoltre le cellule di Langerhans, con la funzione di presentare l'antigene, che fanno parte del sistema immunitario acquisito[4][5], infatti la pelle costituisce la prima barriera di difesa contro l'azione di potenziali patogeni[4].
- Sensibilità: nella cute sono presenti numerose terminazioni nervose che rilevano le variazioni termiche (termocettori), le pressioni (pressocettori), vibrazioni e sensazioni dolorose (algocettori), media il senso del tatto.
- Controllo dell'evaporazione: la pelle costituisce una barriera asciutta e relativamente impermeabile contro la perdita di liquidi,[5] regolando anche l'escrezione di elettroliti tramite la sudorazione.
- Escrezione: la pelle è un ottimo tramite per cacciare sostanze di rifiuto come acqua, sali ecc. attraverso il sudore, che svolge pure una funzione termoregolatrice.
- Regolazione termica: la pelle possiede un afflusso ematico ben superiore alle sue effettive necessità metaboliche; questa caratteristica ne fanno un mezzo ideale per la regolazione della temperatura corporea. La vasodilatazione provoca un incremento del flusso ematico locale, che favorisce la cessione dell'energia termica all'ambiente esterno; viceversa, la vasocostrizione, riducendo la quantità di sangue in transito, preserva le dispersioni termiche. Mentre nell'essere umano sono quasi insignificanti, negli animali i muscoli erettori dei peli contribuiscono, con la loro contrazione (orripilazione) a produrre calore; la sudorazione stessa facilita invece la dispersione del calore, quindi funge da isolante termico, da regolatore della temperatura corporea e previene l'eccessiva dispersione idrica[5].
- Assorbimento: dal momento che piccole quantità di ossigeno, azoto e anidride carbonica possono diffondere liberamente nell'epidermide, alcuni animali (soprattutto piccoli anfibi) si servono della loro cute come unico organo a funzione respiratoria; contrariamente a quanto solitamente si crede, gli esseri umani non assorbono ossigeno tramite la pelle.[6]
- Difesa/offesa: diversi annessi cutanei (unghie, corna nei rinoceronti) fungono da strumenti di difesa od offesa; il mimetismo stesso può essere catalogato in entrambe le categorie, a seconda che a farne uso siano le prede (per sfuggire ai predatori) o i predatori (per avvicinarsi o attrarre le prede senza destare loro sospetti)
- Attrazione sessuale (pigmentazione)
- Riserva e ruolo sintetico: costituisce un serbatoio di lipidi e acqua e consente la sintesi di alcune sostanze necessarie come la vitamina D3.

## Struttura
La cute è formata da tre parti: l'epidermide, il derma e l’ipoderma che rappresentano rispettivamente un epitelio di rivestimento pavimentoso pluristratificato cheratinizzato e un tessuto connettivo di sostegno e originano da ectoderma e mesoderma.

### Epidermide

Strati dell'epidermide - es. a livello delle palme delle mani o delle piante dei piedi (cute spessa)

L'epidermide è lo strato epiteliale della pelle e, come tale, non è vascolarizzata e il suo nutrimento dipende dalla diffusione di metaboliti ed ossigeno dallo strato più superficiale del derma. Con uno spessore che varia dai 50 µm a 1,5 mm, è costituita da diversi strati disposti dalla profondità alla superficie, che rispecchiano il ciclo vitale delle cellule epiteliali presenti, i ''cheratinociti''. L'ultimo strato è costituito da cheratinociti morti che formano la cosiddetta cheratina.
Dall'interno all'esterno gli strati sono:
- strato basale o germinativo:  formato da uno strato di cellule cubiche o prismatiche, tra cui cellule staminali che fabbricano nuovi cheratinociti.
- strato spinoso o di Malpighi o malpighiano: formato da 8-10 strati di cellule poliedriche tenute unite fra di loro da prolungamenti detti spine.
- strato granuloso: formato da 3- 4 strati di cellule appiattite con granuli di cheratina. Alla fine della loro vita subiscono apoptosi (morte cellulare programmata).
- strato lucido: formato da 3-5 strati di cheratinociti morti di aspetto lucido. È situato solo nella pelle spessa (polpastrelli, palmi delle mani, pianta dei piedi).
- strato corneo: formato da 25-30 strati di cheratinociti morti appiattiti che vengono sempre sostituiti. Difende gli altri strati da ferite e agenti patogeni. Ispessimenti di questo strato sono detti callosità.

### Giunzione dermoepidermica
La giunzione dermoepidermica costituisce il limite fra epidermide e derma ed è costituita da una membrana basale alla dipendenza di entrambi gli strati. È costituita da tre lamine:
- lamina lucida: è la zona meno resistente atta a tenere legate le cellule epiteliali alla lamina basale attraverso alcuni filamenti di ancoraggio; è prodotta dal derma.
- lamina basale o densa: costituita da una rete tridimensionale di fibre collagene di tipo IV, dona flessibilità e resistenza e funziona da filtro per il passaggio di molecole con un elevato peso molecolare (40.000 Dalton circa[9]); è prodotta dall'epidermide.
- lamina fibroreticolare: contiene fibrille di ancoraggio di collagene di tipo VII e di fibre elastiche provenienti dal derma.

La presenza di un vero e proprio cemento viscoso fra epidermide e derma costituito da filamenti di cheratina che uniscono il derma al citoscheletro dei cheratinociti basali attraversando le tre lamine garantisce la stabilità tra i due strati. Anche le ghiandole sudoripare eccrine contribuiscono determinando lunghi prolungamenti epiteliali che penetrano in profondità nelle papille dermiche.
La membrana basale, oltre a tenere saldamente legate epidermide e derma fra loro, permette anche lo scambio di ossigeno e metaboliti necessario alla sopravvivenza dell'epidermide che non è vascolarizzata.

### Derma
Il derma è l'ultimo strato della pelle, nonché il più profondo. È costituito da tessuto connettivo lasso e denso ed è formato da una parte papillare ed una reticolare. Essendo un connettivo è vascolarizzato e presenta la via di diffusione che i metaboliti e l'ossigeno compiono per arrivare dal sangue all'epidermide. Le numerose anse epidermiche che costituiscono le creste e i solchi si giustappongono con strutture analoghe nel derma denominate papille dermiche, strutture coniche provviste di un'ansa capillare e di numerose terminazioni nervose. Ricco di fibre collagene ed elastiche conferisce elasticità e resistenza alla cute. Continua senza un netto distacco con l'ipoderma.

### Proprietà meccaniche
In quanto tessuto molle, la cute possiede un particolare comportamento meccanico se sottoposta a trazioni. La pelle intatta possiede una tensione interna, simile a quella di una muta in neoprene tesa sul corpo di un subacqueo. L'esecuzione di tagli profondi nella pelle determina una sua retrazione che allontana i lembi della ferita, allargandola.

## Caratteri superficiali
Nella cute sono presenti diverse strutture, che coinvolgono sia l'epidermide che il derma, che contribuiscono all'irregolarità della superficie. La pelle è caratterizzata da:
- depressioni puntiformi o pori che corrispondono con gli orifizi dei follicoli piliferi e delle ghiandole sudoripare;
- rilievi cutanei o creste cutanee, bene evidenziati nei palmi delle mani e nelle piante dei piedi, sono separati dai solchi cutanei e presentano sulla sommità diversi sbocchi di ghiandole sudoripare;
- rafi, rilievi che si formano dalla fusione di due labbri adiacenti durante lo sviluppo, come accade per scroto, pene e la linea mediana anogenitale;
- pieghe muscolari che corrispondono a solchi dovuti a trazioni ripetitive esercitate dai muscoli mimici, sono dipendenti dalla contrazione dei muscoli e perpendicolari ai fasci muscolari stessi;
- pieghe articolari permanenti o temporanee, dovute ai movimenti articolari;
- pieghe senili o rughe dovuti principalmente all'alterazione delle fibre elastiche e collagene del derma che, con il tempo, non bilanciano più la forza di gravità[7].

### Dermatoglifi

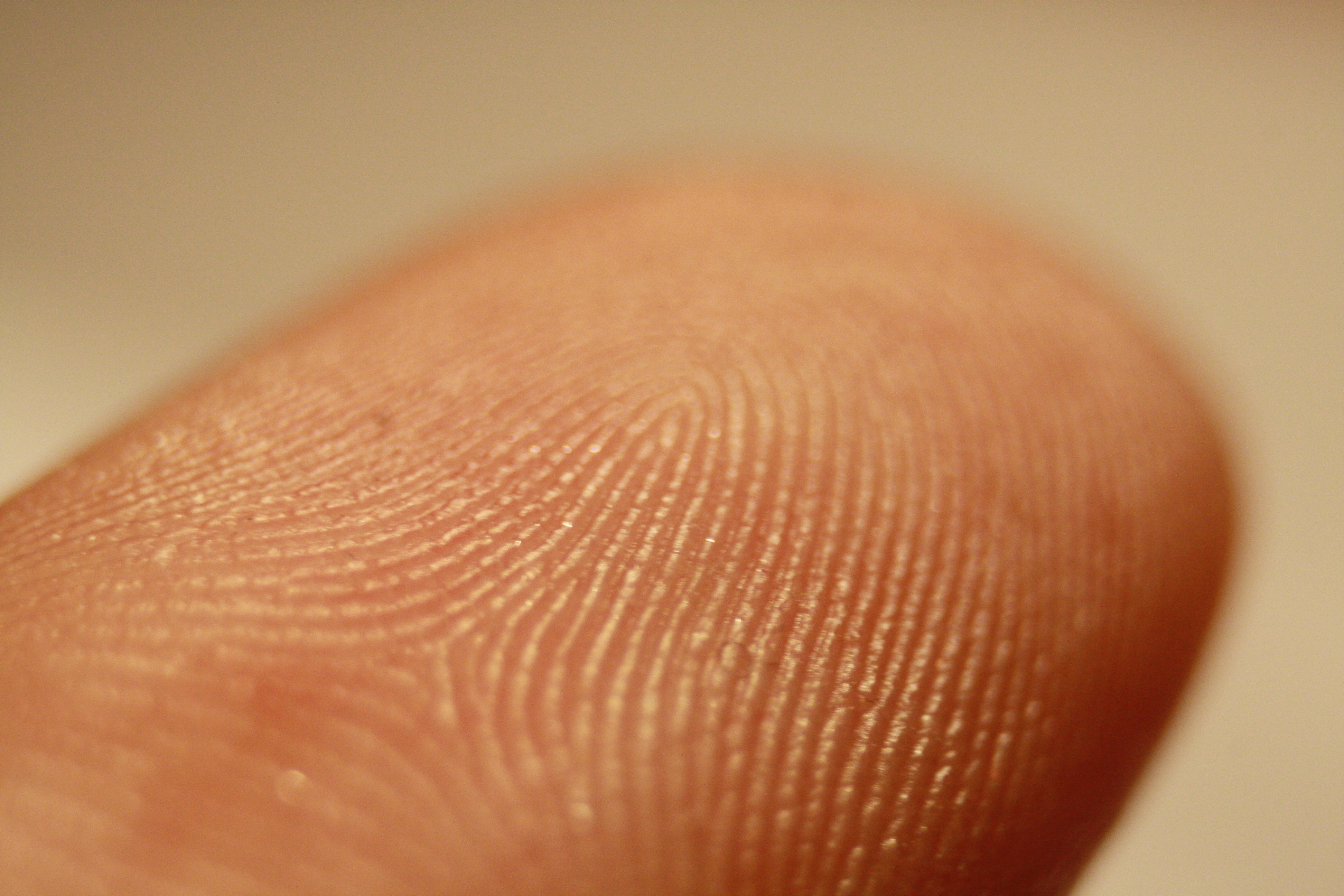
Creste e valli visibili su un dito

La disposizione delle creste cutanee sulle falangi distali di mani e piedi porta alla formazione di particolari disegni noti come impronte digitali o più propriamente dermatoglifi. Al centro di ognuna di queste strutture è presente la rosetta tattile, una piccola protuberanza ovoidale o rotonda che possiede numerose terminazioni nervose. Le rosette dell'uomo sono piccole e poco marcate, mentre in altri mammiferi sono più evidenti.

## Invecchiamento
Man mano che la pelle invecchia, diventa sempre più sottile e fragile, a causa del fatto che la rigenerazione cellulare diventa più lenta e passa dalle normali 2-3 settimane a 4 o addirittura 6 settimane. Questo avviene a causa del diradamento degli ormoni tiroidei che ne regolano il funzionamento. Le rughe sono una conseguenza della diminuzione dell'elasticità della pelle, e non solo dell'invecchiamento. Infatti è possibile riscontrare rughe anche in soggetti molto giovani, questo è dovuto al fatto che le rughe si formano dove avvengono i movimenti muscolari più importanti, che richiedono alla pelle un'elasticità particolare.
La superficie della cute non è uniforme, ha un disegno molto complesso e varia da zona a zona per la presenza di solchi superficiali paralleli che determinano, soprattutto nei polpastrelli, delle figurazioni caratteristiche (dermatoglifi) che variano da individuo a individuo. Sulle palme delle mani e sulle piante dei piedi sono presenti inoltre solchi profondi, mentre nelle zone sottoposte a movimento articolare sono presenti pieghe cutanee; le rughe che si formano sul volto e sul collo degli individui dopo una certa età sono dovute alla perdita di elasticità della pelle.

## Pigmentazione

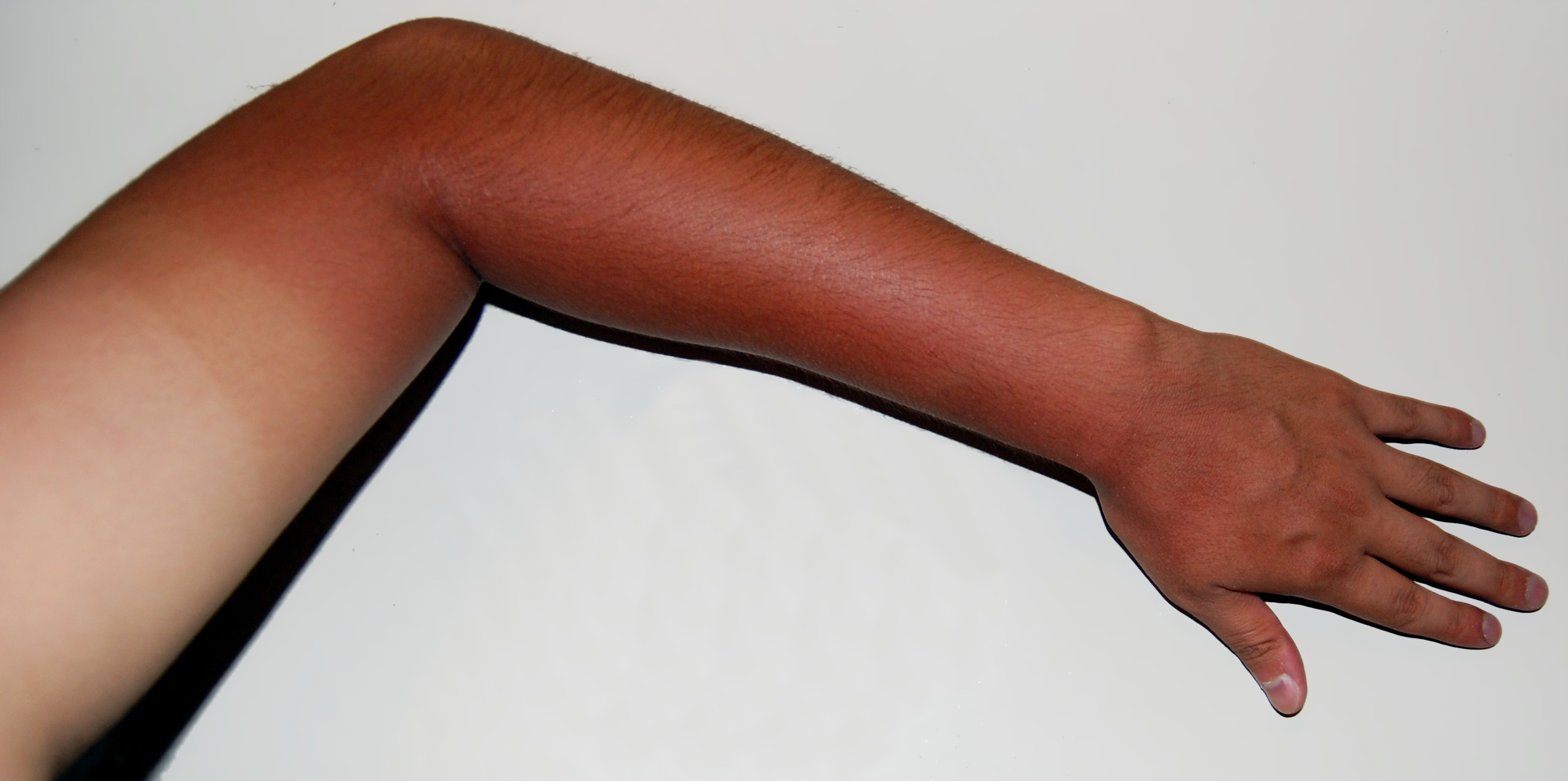
Pelle abbronzata solo in una determinata zona

Il colore della pelle nell'uomo dipende da molte variabili (spessore dello strato corneo, stato di sanguificazione, presenza e assorbimento ottico di melanina, betacarotene, emoglobina). Pertanto il colore varia non solo tra i vari gruppi etnici, ma anche da individuo a individuo e varia anche nei diversi distretti corporei di uno stesso individuo.
La pigmentazione cioè il colore, è dovuta a particolari cellule dette cromatofori, questi possono essere melanofori, presenti sia nel derma che nell'epidermide, xantofori o iridofori presenti nel derma.
Il colore della pelle dipende principalmente dalla melanina, la quale più è concentrata e più conferirà una colorazione scura alla pelle, questa colorazione viene stimolata durante il periodo caldo, conferendone una maggiore colorazione e proteggendo la pelle dall'invecchiamento.
Una volta passata la stagione calda la pelle abbronzata può rimuoversi gradualmente o in modo adeso, formando le pellicine.

## Igiene
È uso comune presso le moderne società umane la pulizia frequente della pelle, tesa principalmente a mantenere un certo livello igienico, poiché una scarsa pulizia favorisce il diffondersi di elementi patogeni e malattie. 
Tale pratica aiuta la pelle a svolgere e conservare le sue funzioni di rivestimento, protezione, secrezione, termoregolazione, sensoriale e immunitaria, ma va considerato che anche in assenza di tali attenzioni la pelle è comunque in grado di svolgere i propri compiti in modo eccellente.
Con lo sviluppo recente di una società complessa e che rende necessario un maggior contatto tra gli individui, anche ben oltre le distanze di intimità reciproca, è emerso il bisogno di attenuare e contenere l'odore corporeo in maniera più rigorosa e di praticare regole di igiene più rigorose di quanto si facesse in passato, quindi dai due lavacri annuali con sapone del Rinascimento si è passati a pratiche molto più intense e delicate.
Occorre però considerare che il lavaggio dell'epidermide (pelle) con detergenti, se praticato in maniera intensa ha un effetto aggressivo ed esfoliante, per cui a fronte di una rimozione di sporcizia si può avere anche la rimozione dello strato protettivo naturale, ad esempio dello strato sebaceo superficiale che mantiene alla pelle la condizione di essere soffice e morbida. L'uso intenso di saponi o di detergenti può produrre quindi uno stato temporaneo di diminuita protezione dei sistemi propri della pelle e un peggioramento dello stato della stessa, che rientra nella norma dopo qualche ora. A tale stato si può ovviare con prodotti naturali o anche artificiali particolari.
L'aumentato utilizzo frequente di materiali detergenti o accessori di sintesi (non naturali), ha posto la necessità di chiarire gli effetti collaterali delle sostanze usate.
In passato, nel corso dei secoli, quando lo sviluppo civile ha imposto addensamenti di popolazione, le società hanno spesso sviluppato strutture urbanistiche, e comportamenti sociali relativi, di grande importanza sanitaria e sociale per quella parte del corpo che in ultima analisi è lo strato di contiguità col mondo esterno e con gli altri individui. In questo senso si collocano le terme romane o giapponesi, in cui la cura e lo stimolo di questa "frontiera" di contatto ha comportato complessi rituali sociali, e comportamentali (uso di unguenti, pratica dei massaggi, ecc.) anche non strettamente legati al solo aspetto igienico.

## Annessi cutanei
Gli annessi cutanei sono strutture legate e presenti nella pelle. Tra di essi si annoverano: unghie, peli, ghiandole sudoripare, ghiandole sebacee e, in un certo qual modo, anche la ghiandole mammarie.

## Lesioni e alterazioni
La pelle può andare incontro a:
- Lesione da pressione
- Ulcera
- Ustione
- Ragadi
- Ferita
  - ferite da punta e taglio
  - ferite lacere
  - ferite contuse
  - ferite lacero-contuse
  - ferite da arma da fuoco
- Contusione
  - Abrasione
  - Ecchimosi
  - Ematoma
  - Escoriazione
- Verruca
- Fistola

- Infiammazione purulenta
  - Ascesso o Apostema
  - Empiema
  - Flemmone
  - Patereccio
  - Foruncolo
  - Favo
  - Idrosadenite
  - Erisipela
- Cisti
- Cheloide
- Neoplasie
  - Carcinoma
  - Melanoma
  - Adenoma
  - Papilloma

La disciplina che studia la prevenzione e trattamento delle lesioni cutanee croniche si chiama "vulnologia".
La pelle, se danneggiata, tende a guarire formando una cicatrice, spesso con perdita di pigmentazione. 
La branca della medicina che studia la pelle si chiama dermatologia.